# Mạng lõi
Mạng lõi (hoặc lõi mạng) là phần trung tâm của một mạng viễn thông cung cấp các dịch vụ viễn thông khác nhau cho các khách hàng đang kết nối với mạng truy cập. Một trong các chức năng chính là định tuyến các cuộc gọi qua PSTN.
Thông thường nó liên quan tới thiết bị thông tin dung lượng cao mà kết nối với các node chính. Mạng lõi/xương sống cung cấp đường cho trao đổi thông tin giữa các mạng con khác nhau. Đối với mạng doanh nghiệp phục vụ một tổ chức, thuật ngữ xương sống được sử dụng nhiều hơn, trong khi đối với nhà cung cấp dịch vụ, thuật ngữ mạng lõi được sử dụng nhiều hơn.
Ở Hoa Kỳ các Mạng lõi tổng đài cục bộ được liên kết với các mạng liên tổng đài cạnh tranh khác; ở những nơi khác trên thế giới Mạng lõi mở rộng tới biên giới quốc gia.
Mạng lõi/xương sống thường có một topo dạng lưới cung cấp bất kỳ kết nối nào với nhau giữa các thiết bị trong mạng. Nhiều nhà cung cấp dịch vụ chính sẽ có các mạng lõi/xương sống riêng của họ, các mạng này sẽ được liên kết với nhau. Một số doanh nghiệp lớn có mạng lõi/xương sống riêng, các mạng này thường kết nối với các mạng công cộng.
Các thiết bị và thiết bị trong mạng lõi/xương sống được chuyển mạng và định tuyến. Xu hướng này thúc đẩy trí thông minh và việc quyết định vào trong các thiết bị ở biên và thiết bị truy cập, và giữ các thiết bị lõi vận hành nhanh và ít hỏng hóc. Kết quả là, thiết bị chuyển mạch được sử dụng ngày càng nhiều trong thiết bị mạng lõi/xương sống. Các công nghệ sử dụng ở các thiết bị xương sống và lõi là các công nghệ lớp liên kết dữ liệu và lớp mạng như SONET, DWDM, ATM, IP, vân vân. Đối với mạng xương sống doanh nghiệp, các công nghệ gigabit Ethernet hoặc 10 gigabit Ethernet cũng thường được sử dụng.

## Các chức năng chính
Các mạng lõi thường cung cấp các chứng năng chính sau:
1. Tập trung: tập trung mức độ cao nhất trong một mạng cung cấp dịch vụ. Mức tiếp theo trong phân cấp dưới các node lõi là mạng phân tán và sau đó là các mạng biên. Thiết bị thuộc nhà riêng thuê bao (CPE) không thường kết nối tới các mạng lõi của một nhà cung cấp dịch vụ lớn.
2. Nhận thực: chức năng để quyết định liệu người sử dụng yêu cầu 1 dịch vụ từ mạng viễn thông là hợp lệ để thực hiện dịch vụ đó hay không.
3. Chuyển mạch/Giám sát cuộc gọi: chức năng giám sát cuộc gọi hay chuyển mạch quyét định quá trình tương lại của cuộc gọi dựa trên xử lý báo hiệu cuộc gọi. Ví dụ, chức năng chuyển mạch có thể quyết định dựa trên số được gọi mà cuộc gọi được định tuyến tới một thuê bao trong chính mạng của nhà khai thác này hoặc với số khả chuyển thông dụng hơn tới mạng của các nhà cung cấp dịch vụ khác.
4. Tính cước: tính năng này xử lý sự đối chiếu và xử lý dữ liệu tính cước được tạo ra bởi các node mạng khác. Hai loại phổ biến của cơ chế tính cước trong các mạng ngày nay là tính cước trả trước và tính cước trả sau.
5. Dịch vụ theo yêu cầu: mạng lõi thực hiện nhiệm vụ của dịch vụ theo yêu cầu cho các thuê bao trong mạng. Dịch vụ theo yêu cầu có thể diễn ra dựa trên một số hoạt động rõ ràng (ví dụ như chuyển cuộc gọi) bởi người sử dụng hoặc hoàn toàn (cuộc gọi chờ). Chức năng này quan trọng tuy nhiên dịch vụ "thực hiện" có thể hoặc không là một chức năng mạng lõi như các node/mạng thứ ba có thể giữ chức năng này trong dịch vụ thực hiện thực tế.
6. Cổng: các cổng trong mạng lõi cho phép mạng truy cập tới các mạng khác. Chức năng cổng phụ thuộc vào kiểu mạng, giao diện.

Về mặt vật lý, một hoặc nhiều các chức năng lô gíc trên có thể đồng thời tồn tại trong một node mạng lõi.

## Các chức năng khác
Bên cạnh các chứ năng đã đề cập ở trên, dưới đây là các chức năng khác của một mạng lõi:
- O&M: trung tâm vận hành và bảo dưỡng hoặc hệ thống hỗ trợ vận hành để cấu hình và cung cấp các node mạng lõi. Số các thuê bao, tỉ lệ cuộc gọi giờ cao điểm, các dịch vụ, ưu tiên về mặt địa lý là một số trong các yếu tố tác động việc cấu hình. Mạng thu thập số liệu thống kê, quản lý báo động và ghi chép hoạt động các node mạng khác cũng diễn ra trong trung tâm O&M. Những số liệu thống kê, báo động và đường đi là công cụ quan trọng cho một nhà khai thác mạng để điều khiển tình trạng, chất lượng mạng.
- Cơ sở dữ liệu thuê bao: mạng lõi cũng chứa cơ sở dữ liệu thuê bao (ví dụ như HLR trong hệ thống GSM). Dữ liệu thuê bao được tuy cập bởi các node mạng lõi cho chức năng như nhận thực, dịch vụ theo yêu cầu, vân vân.

## Di động
Một mạng lõi là phần cơ bản của một mạng viễn thông di động cung cấp các dịch vụ khác nhau cho các khách hàng được kết nối tới mạng truy cập.
Có 2 kiểu mạng lõi cơ bản hiện nay:
- Phần Ứng dụng Di động (MAP-Mobile Application Part) sử dụng cho GSM và UMTS
- Mạng lõi IS-41 sử dụng cho D-AMPS (TDMA), cdmaOne và CDMA2000.

Các biến thể trên đều tiến hóa theo thời gian để tích hợp các dịch vụ mới và các giao diện vô tuyến mới.